# Karottenhose
Karottenhosen haben eine Schnittform, die in der Silhouette jedes Hosenbeins einer Karotte nahekommt. Sie ist also im Hüftbereich eher weiter geschnitten, um sich zu den Knöcheln hin zu verjüngen. Die Weite im Hüftbereich wird z. B. mithilfe von Bundfalten (und manchmal eher dünnen, weichen Stoffen, die den Hüftbereich weiter und elastischer umkleiden) erreicht. Insbesondere bei sehr schlanken Menschen ergibt sich eine deutliche Betonung der Hüfte. Besonders weit geschnittene Karottenhosen haben ihre weiteste Ausdehnung oft noch tiefer, im Bereich der Oberschenkel oder des Knies und verengen sich von dort aus abwärts, so dass statt des Hüftbereichs der Oberschenkelbereich stärker betont wird.
Während eine Hüftbetonung traditionell als sekundäres Geschlechtsmerkmal mit Weiblichkeit assoziiert wird, kamen Karottenhosen in den frühen 80er Jahren erstmals auch für (insbesondere junge) Männer in Mode. Dies geschah im Fahrwasser von Jugendsubkulturen wie New Romantic (britisch) und Popper (deutsch), die sich mit einer sanften, fast androgynen Betonung von sexueller Attraktivität assoziierten. Beabsichtigt war eine bewusste Abgrenzung zu unmittelbar vorangegangenen und als proletenhaft verachteten Auffassungen von jugendlicher Männlichkeit als Härte und Rebellion (vgl. Rocker, Punk), sowie zu deren konträrer Hosenmode (sehr enge, geradlinige, unelastische Hüftschnitte; derbe Materialien wie Jeans oder Leder).
Ein bekannter Anbieter in den 1980er Jahren war Vanilia, in den 1990er Jahren auch Phönix Un Protagonista. Die Hosen des letztgenannten Herstellers weisen durch ihre große Schenkelweite wieder eine stärkere Betonung männlicher Körpermerkmale auf.

## Karottenjeans
Darüber hinaus kamen in den 1980er Jahren auch ähnlich geschnittene Jeans in Mode. Besonders der japanische Anbieter Edwin wurde dadurch populär. In den 1990er Jahren war das noch weiter geschnittene Modell Saddle der Marke Diesel weit verbreitet. In den 2000er Jahren konnte ein an dem Diesel-Schnitt orientiertes Modell des Unternehmens Picaldi in einem Teil der Hip-Hop-Szene Verbreitung finden. Besonders populär wurde diese Hose durch den Rapper Bushido. Ende der 2010er Jahre kommen Karottenjeans erneut in Mode.

## Bodyhose
Während des großen Erfolgs der Karottenhosen und -jeans in den 1980er Jahren wurden auch ähnlich geschnittene Sporthosen angeboten. Durch den Boom der Fitnessszene entstand auch eine differenzierte Fitnessmode. Neben den eher engen Schnitten der Aerobic-Mode entwickelte sich die hoch sitzende und karottenförmig weit geschnittene Bodyhose eher zu einem beliebten Kleidungsstück in der Bodybuilding-Szene. Sie hat am oberen Ende in der Regel einen großzügigen Bund im Stil von professionellen Boxer-Hosen. Bodyhosen wurde gern kombiniert mit großzügigen Shirts, den Rag-Tops und mit Gürteltaschen. Besonders bekannt waren Bodyhosen der Marken Uncle Sam und Platinum. Sie wurden in den 1990er Jahren teilweise auch anstelle klassischer Jogginghosen oder Trainingsanzüge getragen.